# トビニタイ文化

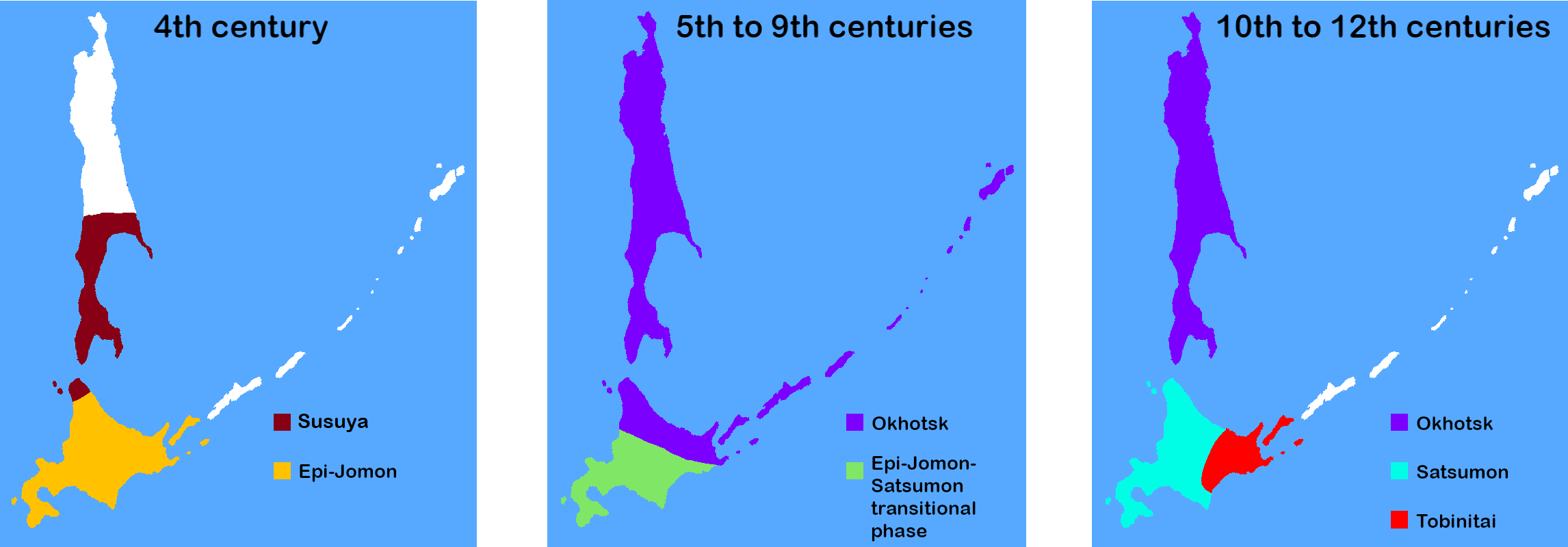
北海道、樺太の時代による文化変遷の図。4世紀は北海道全域が続縄文文化、樺太はオホーツク文化の前段階とされる「鈴谷文化」。5世紀は北海道の大半が続縄文から擦文文化への転換期。オホーツク海沿岸に樺太、千島列島はオホーツク文化。10世紀から12世紀は北海道の大半が擦文文化でオホーツク文化人は樺太に撤退、根室、釧路地方にはトビニタイ文化が成立

トビニタイ文化（トビニタイぶんか）は、9世紀ごろから13世紀ごろにかけて、北海道の道東地域および国後島付近に存在した文化様式の名称である。1960年に東京大学の調査隊が羅臼町飛仁帯（とびにたい）で発見した出土物が名称の由来である。飛仁帯（トビニタイ）の語源は、「イタヤカエデの集まる森」を意味するトペニタィ（アイヌ語: tope-ni-tay）である。

## 解説
トビニタイ文化の直接の源流はオホーツク文化である。オホーツク文化に属する人々は以前から北海道に南下していたが、7世紀から8世紀にかけては道北・道東に広く進出していた。その後、9世紀になって擦文文化に属する人々が道北に進出すると、道東地域のオホーツク文化圏は中心地である樺太から切り離されてしまった。その後この地域のオホーツク文化は擦文文化の影響を強く受けるようになり、独自の文化様式に移行していった。これが現在ではトビニタイ文化と呼ばれる文化様式である。
トビニタイ文化はその後、擦文文化に同化し、13世紀初め頃には姿を消した。

## 熊の崇拝
斜里町のウトロ地区入口にある、トビニタイ文化期のチャシコツ岬下B遺跡から2005年、ヒグマを祭祀に用いた痕跡と思われるヒグマの骨が発見された。これにより、擦文文化には見られなかった一方でオホーツク文化には存在した熊崇拝は、トビニタイ文化を経由してアイヌ文化にもたらされたのではないかとの見方も浮上している。一方、文献上で確認される熊崇拝に関する記述は『津軽一統志』におけるシャクシャインの戦い時のものであることなどから、熊崇拝をトビニタイ文化から直接アイヌが受容したものではなく、アイヌの樺太進出以降に長い時間をかけ受容されたものとする中村和之の見解もある。